# مظفر شاه سوم
پادوکا سری سلطان مظفر شاه سوم ابن المرحوم سلطان محمود شاه دوم (درگذشت – ۳ اوت ۱۶۰۲) یازدهمین سلطان کداح بود. دوران حکمرانی او از سال ۱۵۴۷ تا ۱۶۰۲ به طول انجامید.